# Альберто Енрікес Гальйо
Жіль Альберто Енрікес Гальйо (24 липня 1894 — 13 липня 1962) — еквадорський політик, тимчасовий президент країни наприкінці 1937–1938 році.

## Кар'єра
Був генералом еквадорської армії за часів правління Федеріко Паєса, й очолював міністерство оборони в його кабінеті. У вересні 1937 усунув від влади Паєса в результаті військового перевороту. Незважаючи на те, що він правив менше року, Енрікес встиг провести низку економічних реформ, а також ухвалити трудовий кодекс.